# Kampfar
Kampfar est un groupe norvégien de black metal, originaire de Fredrikstad, Larvik et Bergen. Le mot « Kampfar » est le cri de guerre signifiant Odin en ancien norvégien.

## Biographie
Le groupe est formé en 1994 à Fredrikstad par Dolk et Thomas, qui sont respectivement chanteur, guitariste et bassiste. Jon Bakker complète alors rapidement la formation. Dolk venait de quitter son ancien groupe, qui s'appelait Mock,. L'année de la formation, le groupe sort une démo, intitulée Promo, puis un EP éponyme, qui commencera à les faire connaitre sur la scène régionale.
Trois ans plus tard, en 1997, Kampfar publie son premier album studio, Mellom Skogkledde Aaser, sous le label Napalm Records,. L'album pose les bases du style du groupe, tant au niveau musical que des paroles. L'année suivante, le groupe produit un second EP, Norse, puis un deuxième album studio un an plus tard, en 1999, Fra Underverdenen, toujours sous le label Napalm Records.
En 2003, II13 s'ajoute à la formation de Kampfar, en tant que batteur et second vocaliste. À partir de ce moment-là, la formation est complète et le groupe peut enfin jouer en live. Le groupe joue alors en live pour la première fois au festival Moshfest de Halden. En 2006, après sept années, le groupe sort un troisième album studio, Kvass, et sort en 2008 son quatrième album studio pour l'instant, Heimgang.
En 2011 sort l'album Mare, produit par Peter Tagtgren. Cet album est également le premier dont est absent Thomas. En 2013, le groupe fait son entrée au Abyss Studio pour enregistrer leur sixième album Djevelmakt, cette fois avec Jonas Kjellgren comme producteur et Peter Tägtgren au mixage audio. Djevelmakt est publié le 27 janvier 2014. Près d'un an plus tard, le groupe publie son septième album studio Profan, le 13 novembre 2015. Il est récompensé du Spellemann Award dans la genre metal.

## Style musical
Le style musical de Kampfar est un mélange de folk metal et de black metal. Leur style musical se différencie d'un autre groupe ayant pratiqué ce genre de mélange, Finntroll, par une musique et une atmosphère plus sombre et mélancolique. La plupart des chansons du groupe parle de la mythologie norvégienne, du folklore scandinave et de la nature nordique. En raison de leur paroles traitant abondamment de la mythologie scandinave et des guerriers nordiques, Kampfar est souvent rattaché au mouvement viking metal,.

## Membres

### Membres actuels
- Dolk – batterie (1994-2003), chant (depuis 1994)[4]
- Jon Bakker – basse (depuis 2003)[4]
- Ask – batterie, chant (depuis 2003)[4]
- Ole Hartvigsen – guitare (depuis 2011)[4]

Kampfar au Hellfest 2022
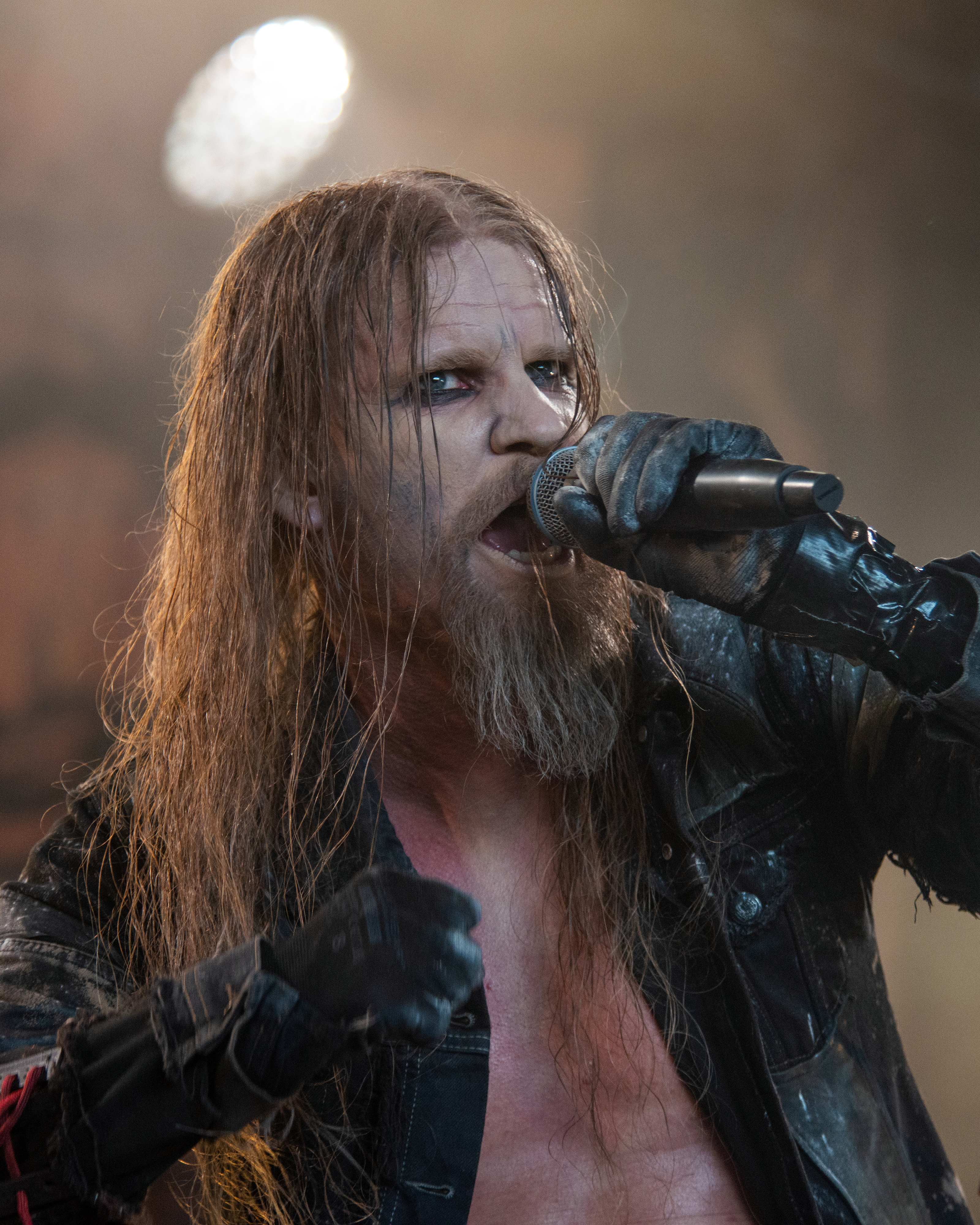
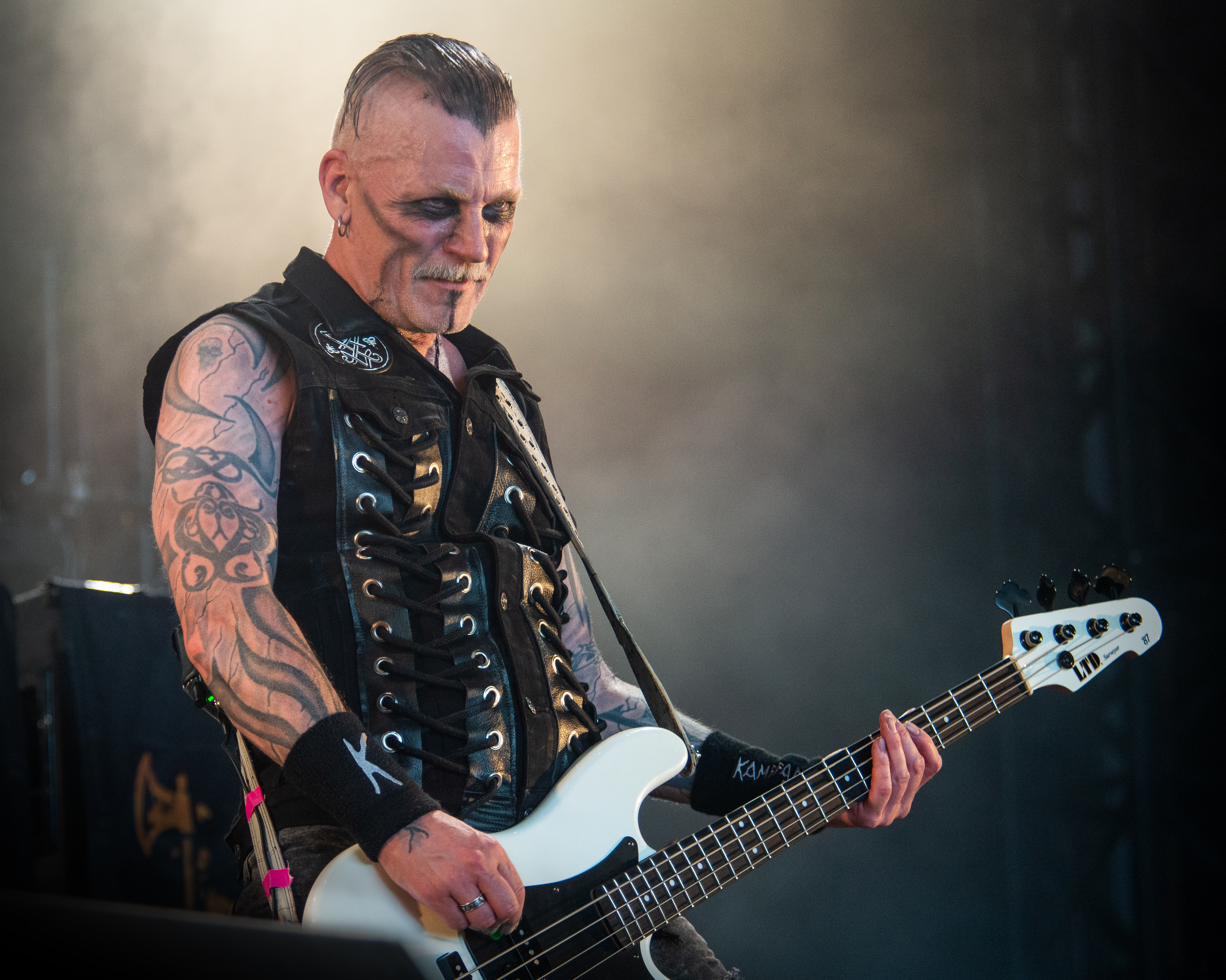
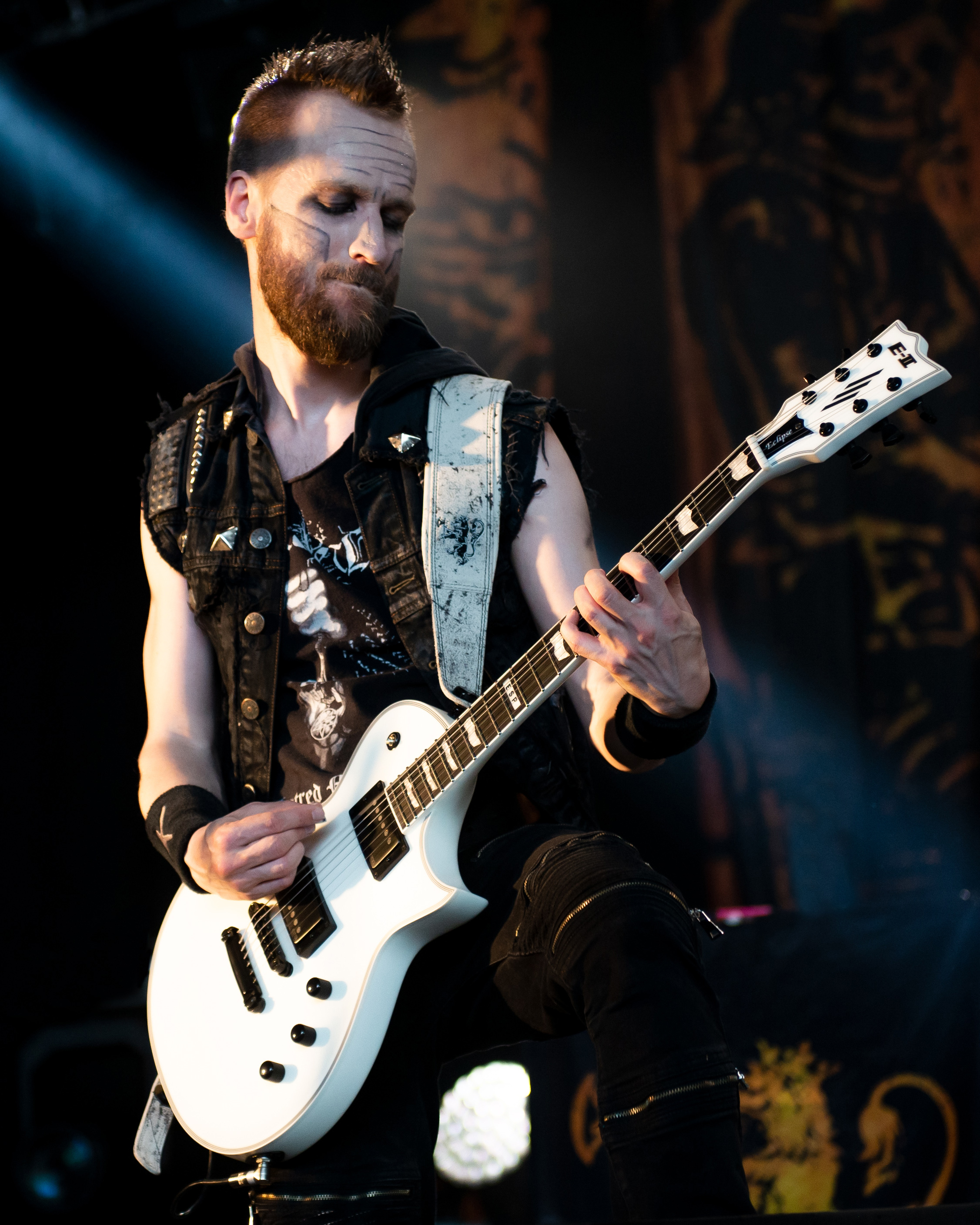

### Ancien membre
- Thomas - basse (1994-2003), guitare (1994-2010)[4]

## Discographie

### Albums studio
- 1997 : Mellom Skogkledde Aaser
- 1999 : Fra Underverdenen
- 2006 : Kvass
- 2008 : Heimgang
- 2011 : Mare
- 2014 : Djevelmakt
- 2015 : Profan
- 2019 : Ofidians Manifest

### Démos et EP
- 1994 : Promo
- 1996 : Kampfar
- 1998 : Norse